# Johan Yhman
Johan Andreae Yhman, född 4 juli 1701 Eksjö, Jönköpings län, död 14 juli 1739 i Mogata församling, Östergötlands län, var en svensk präst.

## Biografi
Johan Yhman föddes 1701 i Eksjö och var son till tullnären och rådmannen Andreas Yhman och Margareta Johansdotter Ekeström. Yhman blev höstterminen 1720 student vid Uppsala universitet och prästvigdes 24 december 1726 till huspredikant på Stjärnorps slott. Han blev 1728 pastorsadjunkt i Norrköping, 1729  adjunkt i Östra Tollstads församling och 1730 i Norrköping. Yhman blev 1731 komminister i Linköpings församling och 22 juni 1737 kyrkoherde i Mogata församling. Han avled 1739 i Mogata församling.

### Familj
Yhman gifte sig 16 april 1730 med Christina Krönstrand, som var dotter till kyrkoherden i Södra Vi församling. De fick barnen Joannes Yhman (1731–1743), Margareta Yhman (1734–1734), lantmätaren Anders Yhman (1735–1766) i Östergötlands län och krigsfiskalen Johan Yhman (1739–1822) i Söderköping. Efter Yhmans död gifte Christina Körnstrand om sig med kyrkoherden Carl Collin i Hovs församling.